# Lea Daan
Lea Daan, geboren Paula Gombert, (Antwerpen, 27 oktober 1906 - aldaar, 14 mei 1995) was een Belgische danseres, choreografe en pedagoge. Ze was de pionier van de Vlaamse moderne dans en populariseerde de dans die tot dan toe vrij elitair was. Ze was docente bewegingsleer aan de Studio Herman Teirlinck en de Koninklijke Conservatoria van Antwerpen en Gent.

## Levensloop

### Opleiding
De ouders van Gombert waren West-Vlamingen die naar Antwerpen waren uitgeweken. Ze volgde lessen piano en zangkunst aan het Koninklijk Conservatorium van Antwerpen en studeerde architectuur en plastische kunsten. In 1926 volgde ze aan de door Roger Avermaete opgerichte Vrije Akademie de cursus Kunstdans bij Francesca d'Aler, eerste danseres van het balletgezelschap van de Koninklijke Vlaamse Opera. Daarna volgde ze ballet in Brussel.
In 1928 trok Daan naar Duitsland en volgt er lessen ballet, expressiedans en toneel bij Kurt Jooss in Essen (waar ze Elsa Darciel ontmoette), ruimte- en uitdrukkingsleer bij Rudolf von Laban in Berlijn en bewegingskoren en de Labannotatie bij Albrecht Knust in Hamburg. In 1931 behaalde ze het diploma in de danspedagogie en mocht ze de dansleer van Laban, de zogenaamde Centraal Europese Dansschool, doceren.

### Dansgroep Lea Daan
Terug in Antwerpen, opende ze nog datzelfde jaar haar eigen school aan de Frankrijklei waar ze dansers opleidde tot pedagogen. Haar bekendste leerling was Jeanne Brabants. De school bleef bestaan tot in de jaren 1980.
Haar eerste solo-optreden gaf ze in 1930 in haar geboortestad en bij die gelegenheid nam ze de Vlaamser klinkende artiestennaam Lea Daan aan. In 1933 ontstond uit de school de Dansgroep Lea Daan. Het was de eerste dansgroep die de bewegingsleer van de Centraal Europese School van Laban in België introduceerde. Vanaf 1935 trad de dansgroep regelmatig op in volkshuizen, op festivals en politieke manifestaties. Er werden zowel Vlaamse populaire thema's als epische thema's vertolkt. In 1936 nam de groep deel aan de Internationale Tanzwettspiele die verbonden waren aan de Olympische Spelen van 1936 te Berlijn. Het optreden was omstreden en Daan zou later beschuldigd worden van Duitsgezindheid. In 1937 nam de dansgroep deel aan het kunstenevenement Antwerpen 1937 met drie verschillende opvoeringen waarbij het scenario op de eerste plaats kwam en daarna de muziek. De decors waren ontworpen en geschilderd door René Guiette. In 1939 won de dansgroep de tweede prijs op het Internationaal Dansconcours van het Paleis voor Schone Kunsten te Brussel. Jeanne Brabants, die zich ondertussen tot het klassiek ballet had bekeerd, verliet de groep in 1941 en Karin Gross, de joodse assistente van Daan, leefde tijdens de Tweede Wereldoorlog ondergedoken zodat de activiteiten van de dansgroep stilvielen.
Vanaf 1947 begon de glansperiode van het dansgezelschap dat toen uit 30 leden bestond. Tot 1953 nam de Dansgroep Lea Daan deel aan de Nationale Dansfestivals die ingericht werden door De Vrienden van de Dans waarvan Roger Avermaete voorzitter was. De dansgroep is in 1947 de eerste groep die tijdens de festivals met een orkest werkt. In 1949 werd Les ancêtres opgevoerd met in de groep een aantal leerlingen van de Studio van het Nationaal Toneel waar ze in 1946 was beginnen lesgeven: Dora van der Groen, Jef Burm en Ward De Ravet. Nog belangrijke creaties waren Dulle Griet (1950), een verhalend ballet in zes taferelen naar het schilderij van Pieter Bruegel de Oude en Jeanne d'Arc (1956), een dansdrama in acht taferelen, waarin Lea Daan telkens zelf de hoofdrol voor haar rekening nam. In 1956 werd de dansgroep ontbonden.

### Daan als docente en choreografe
Voor de NIR gaf ze van 1935 tot 1940 dagelijks twee turnlessen op de radio, daarna gaf ze bewegingsleer aan de secundaire school Heilig Graf in Turnhout en van 1946 tot 1972 gaf ze bewegingsleer aan de Studio Herman Teirlinck. Vanaf 1948 was ze eveneens docente bewegingsleer aan de Koninklijke Conservatoria van Antwerpen (tot 1979) en Gent (tot 1973). Vanaf 1973 had ze in Den Haag de acteurs van de Haagse Comedie onder haar hoede.
Daan verzorgde eveneens de choreografie voor openluchtspelen, bewegingskoren, schoolfeesten, bals en monumentale stoeten zoals de Heilig Bloedprocessie van Brugge. Zij assisteerde verscheidene regisseurs voor producties van de Koninklijke Nederlandse Schouwburg (Midzomernachtsdroom en De Knecht van Twee Meesters), de Koninklijke Vlaamse Schouwburg, het Koninklijk Parktheater en het Nederlands Toneel Gent.

### Overlijden en archieven
Ze stierf op 88-jarige leeftijd in haar geboortestad en ligt begraven op de stedelijke begraafplaats Schoonselhof. De archieven van Lea Daan bevinden zich in het Antwerpse Letterenhuis.